# Kaupinlinna fornborg
Kaupinlinna fornborg är en möjlig fornborg belägen vid Iloniemenkulma i Kuusjoki i Salo stad i det finländska landskapet Egentliga Finland.

## Fornborgen
Av fornborgen finns idag inga synliga spår kvar, men den har avbildats bland annat i Topelius' bildverk Finland framstäldt i teckningar (1845–1852) samt i 1800-talets arkeologiska undersökningar (Killinen 1878 och Björck 1882).

### Undersökningar
Platsen har inte grävts ut arkeologiskt, men den har ytligt undersökts åren 1882 (A. Björck), 1972 (Anja Sarvas) och 1997 (Ville Laakso). Aulis Oja lokaliserade platsen år 1961 till den västra stranden av Viepjoki å, där en åker ligger något högre än omgivningen. Tidigare antogs borgen ha legat vid Domarån (finska: Tuomarinoja), på Domarberget (finska: Tuomarinvuori). Oja identifierade platsen genom fynd av en eldstad och tegelbrottstycken. Eftersom fynden ännu inte är bekräftade, kan borgens exakta läge inte anges med säkerhet.